# Rue Alice-Domon-et-Léonie-Duquet
Pour les articles homonymes, voir Domon, Léonie et Duquet.
La rue Alice-Domon-et-Léonie-Duquet est une voie du 13e arrondissement de Paris, en France.

## Situation et accès
La rue Alice-Domon-et-Léonie-Duquet est une voie située dans le 13e arrondissement de Paris. Elle débute au 33, quai Panhard-et-Levassor et se termine au 58, avenue de France. Elle est desservie par la ligne de métro 14 à la station Bibliothèque François-Mitterrand, ainsi que par la ligne C du RER (gare de la Bibliothèque François-Mitterrand) et par la ligne de tramway T3a (station Avenue de France).

## Origine du nom
Cette voie est baptisée en hommage à deux sœurs de la Congrégation des Missions Étrangères, Alice Domon et Léonie Duquet, portées disparues en Argentine en décembre 1977, pendant la dictature du général Jorge Rafael Videla.

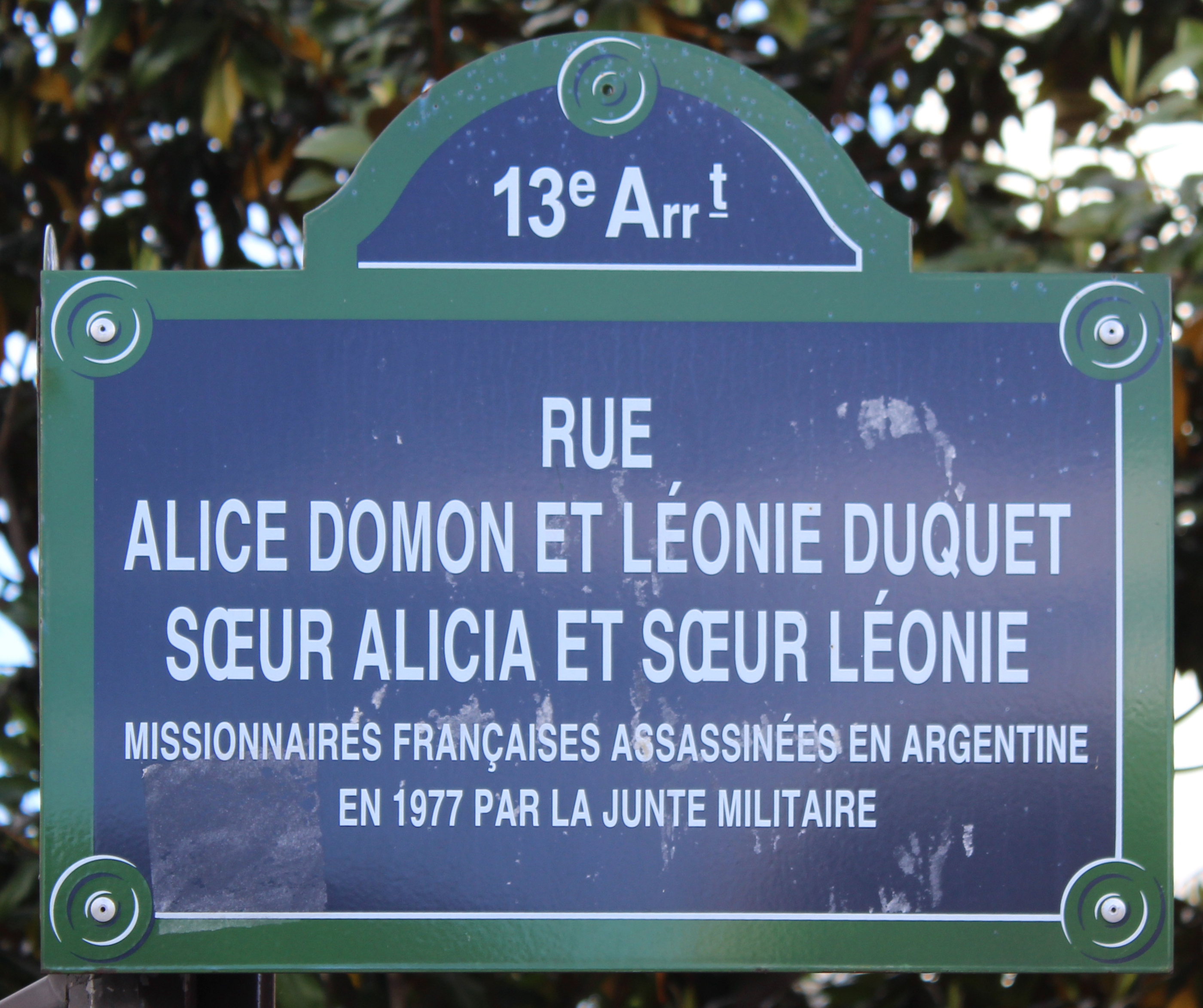
Plaque de rue de la rue Alice-Domon-et-Léonie-Duquet.

## Historique
Cette voie privée est créée dans le cadre de l'aménagement de la ZAC Paris-Rive-Gauche sous le nom provisoire de « voie BY/13 », et prend sa dénomination actuelle le 30 janvier 2006 en intégrant une partie de la rue Watt. 

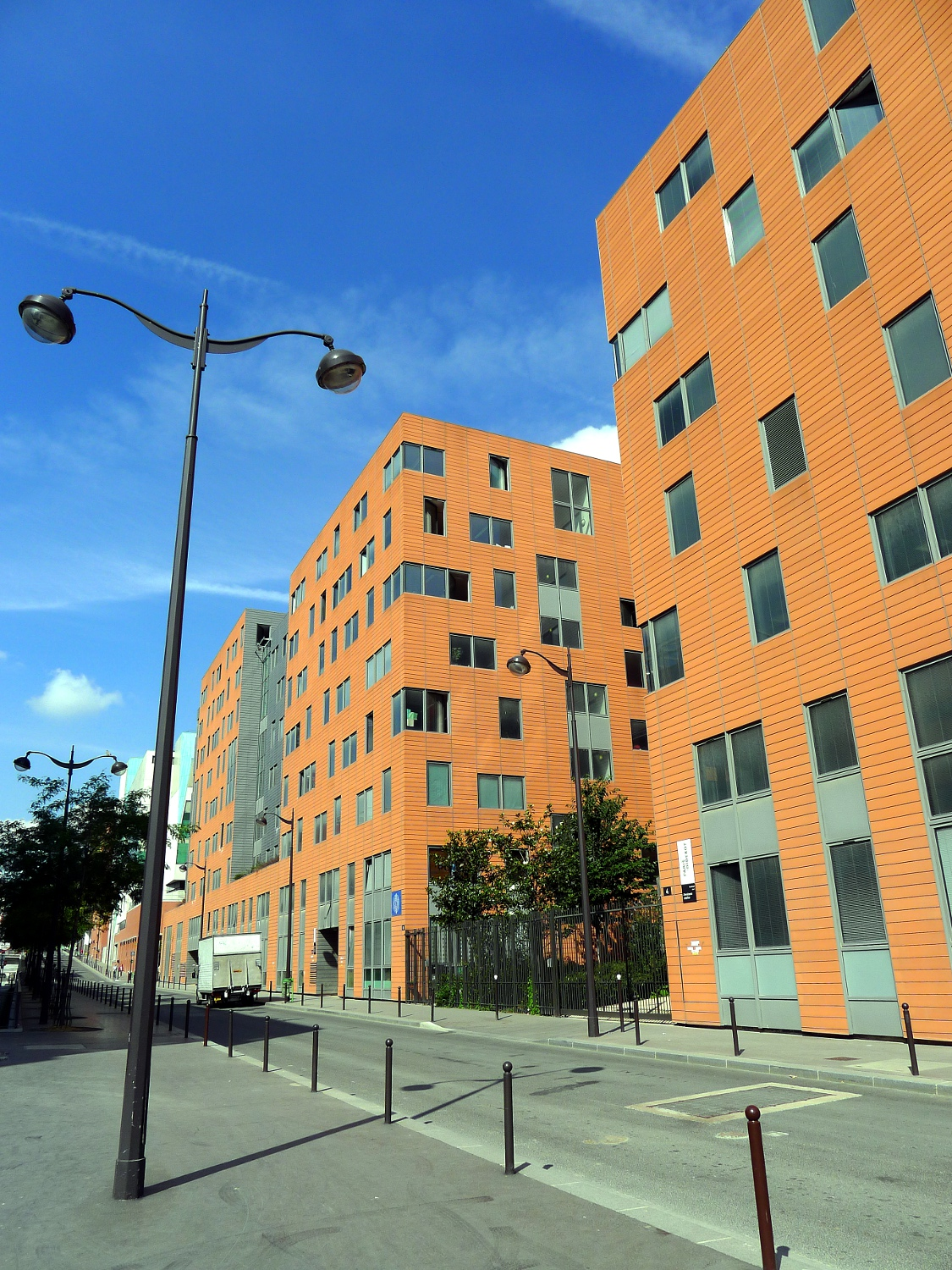
Vue de la rue en direction de l'avenue de France.